# Biskupija (Biskupija)
Biskupija je naselje na jugu Kosova polja u općini Biskupija, smješteno 5 km južno od Knina.

## Zemljopisni položaj
Nalazi se na 44° 0' 41" sjeverne zemljopisne širine i 16° 14' 14" istočne zemljopisne dužine.

## Stanovništvo
2011. je u Biskupiji živjelo 406 stanovnika. Biskupija je u kninskoj okolici bilo pred Domovinski rat jedno od naselja sa značajnijom koncentracijom Hrvata. Za balvan-revolucije i za samog Domovinskog rata, mjesni Hrvati su završili u progonstvu.
Danas u Biskupiji živi zajednica izgnanih Hrvata iz BiH, u uvjetima drukčijih od onih u kojima žive ostali mještani – žive bez priključka na vodovodnu mrežu.
| broj stanovnika | 954   | 1055  | 1014  | 1167  | 1289  | 1382  | 1289  | 1328  | 1299  | 1353  | 1360  | 1210  | 1005  | 953   | 466   | 406   | 266   |
|                 | 1857. | 1869. | 1880. | 1890. | 1900. | 1910. | 1921. | 1931. | 1948. | 1953. | 1961. | 1971. | 1981. | 1991. | 2001. | 2011. | 2021. |

## Povijest i kultura
Selo je bilo središnjim mjesto vlasti, crkve i kulture u starohrvatskoj državi. U to vrijeme se ovo naselje zvalo Pet crkava na Kosovu. Hrvatska redakcija Ljetopisa popa Dukljanina, u 27. poglavlju govori kako su hrvatskog kralja Zvonimira ubilo na skupštini sazvanoj "u petih crikvah u Kosovi", današnjem selu Biskupiji.
Toponimi koji govore o nazočnosti pet crkvâ na ovom području su Crkvina (Zvonimirova zadužbina, trobrodna bazilika sv. Marije koju je dao izgraditi), Lopuška glavica, Sv. Trojica, Stupovi i Bukorovića podvornica. Poznato je po nalazima iz starohrvatskog doba. Poznate su starohrvatske crkve sv. Marije Kraljice Hrvata i sv. Cecilije.
U svetištu sv. Marije Kraljice Hrvata (odnosno Gospe od Biskupije), koje se nalazilo u ovom selu, stolovao je biskup Kraljevine Hrvatske, od samog osnutka biskupije (zbog veličine biskupije, koja se rasprostirala do Drave, biskupa su nazivali i hrvatskim biskupom), 1040. sve do ukidanja biskupije 1493. 
U istoj crkvi je nađen najraniji (datiran u 1050. godinu) znani pralik Gospe u starohrvatskoj umjetnosti, slavljen kao Gospa Velikoga hrvatskog krsnog zavjeta.
Tu crkvu su bili svojim djelima ukrasili i hrvatski umjetnici Ivan Meštrović i Jozo Kljaković. Meštrović je graditeljske izvedbe u spomen crkvi u Biskupiji izveo u suradnji s arhitektom Haroldom Bilinićem. Ista djela su velikosrpski ekstremisti uništili, kao dio ideologije uništavanja svega katoličkog u koje su poistovjećivali s hrvatstvom. Za velikosrpske pobune i srbijanske agresije, crkva je doživjela uništavanje, i nije obnovljena nakon oslobođenja tih krajeva od četničke vlasti 1995.
Crkva sv. Marije Kraljice Hrvata je mjestom hodočašća u zadnje rujanske nedjelje, za blagdana Imena Marijina. O važnosti ovog arheološkog lokaliteta je govorio i hrvatski zastupnik Tonči Tadić, predlagavši da se od njega napravi arheološki spomen-park. Uz crkvu sv. Marije je u sarkofagu načinjenom od rimskih spolija (s urezanim kršćanskim križem na poklopcu) 821. godine pokopan i prvi imenom poznati hrvatski knez Borna.

## Vanjske poveznice
- Biskupija na fallingrain.com
- Slobodna Dalmacija Podlistak: Starohrv. spomenička baština od 7. do 12. stoljeća
- Svetište Gospe od Biskupije
- Razgovor s dr. Dušanom Dujom Jelovinom  Arhivirana inačica izvorne stranice od 6. lipnja 2012. (Wayback Machine)
- Vjesnik[neaktivna poveznica] Hrvatska je ponovno slobodna i međunarodno priznata, ali i bolesna od stalnih starih podvala, 19. rujna 2003.
- Portal Hrvatskoga kulturnog vijeća Ljubomir Škrinjar, Hrvatska svjetla i tame Selo Biskupija kod Knina - zatiranje hrvatskog identiteta

|  | Portal Hrvatske – Pristup člancima s tematikom o Hrvatskoj. |